# Bjørn Johansen
Bjørn Johansen (Tromsø, 7 settembre 1969) è un allenatore di calcio ed ex calciatore norvegese, di ruolo centrocampista.

## Carriera

### Giocatore

#### Club
Johansen iniziò la carriera con la maglia del Tromsø. Debuttò nella 1. divisjon il 22 agosto 1987, sostituendo Truls Jenssen nella sconfitta per 2-1 in casa del Molde.
Si trasferì in seguito al Viking, per cui giocò due stagioni prima di tornare al Tromsø. Nel 2000 si trasferì in Svezia, per militare nelle file dell'Helsingborg. Esordì nella Allsvenskan nella sconfitta per 2-0 in casa dell'Örgryte, in data 8 aprile. La prima rete nella massima divisione svedese arrivò il 21 aprile: contribuì così al successo per 3-2 sul campo dell'Elfsborg.
Dopo due anni, tornò però al Tromsø. Contribuì al ritorno nella Tippeligaen della squadra e nel 2005 si ritirò. È il calciatore con il maggior numero di presenze in prima squadra della storia del Tromsø (405).

#### Nazionale
Johansen non giocò mai con la maglia della Nazionale maggiore norvegese, nonostante avesse vestito diverse volte la divisa delle selezioni giovanili. Partecipò anche al mondiale Under-20 del 1989 con la formazione di categoria.

### Allenatore
Dal 2011, Johansen è l'allenatore del Finnsnes. Il 21 dicembre 2017 è stato reso noto il suo passaggio al Fredrikstad, nella veste di assistente dell'allenatore Per-Mathias Høgmo.
A gennaio 2019 è diventato allenatore del Fredrisktad.

## Palmarès

### Giocatore

#### Club

##### Competizioni nazionali
- Coppa di Norvegia: 1

Tromsø: 1996